# La autobiografía de Alice B. Toklas
La autobiografía de Alice B. Toklas es un libro de Gertrude Stein, escrito en octubre y noviembre de 1932 y publicado en 1933. Utiliza la forma de autobiografía escrita por Alice B. Toklas, quien fue su pareja de por vida. En 1998, Modern Library lo clasificó como uno de los 20 mejores libros de no ficción en inglés del siglo XX.

## Resumen de capítulos

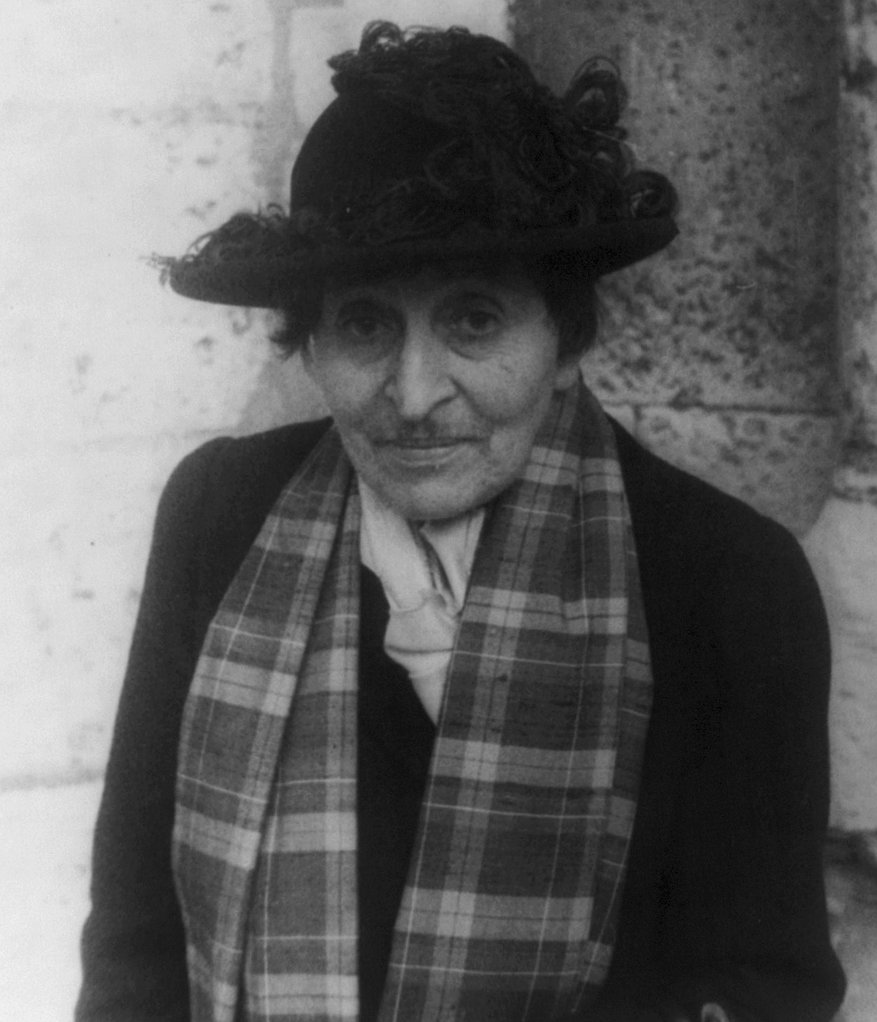
Alice B. Toklas, fotografiada por Carl Van Vechten, 1949

### Antes de venir a París
Alice B. Toklas, es la narradora de la obra. Comienza contando cómo nació en una familia acomodada de San Francisco, los antecedentes de sus padres y la historia familiar. Describe cómo conoció a la cuñada de Gertrude Stein durante los incendios tras el terremoto de San Francisco de 1906 y cómo decidió mudarse a París en 1907.

### Mi llegada a París
Alice describe el papel fundamental de Hélène, la criada de Gertrude, en su hogar en París. Menciona los preparativos para una exposición de arte. Habla de Pablo Picasso y su amante Fernande Olivier, cómo terminan su relación y la mudanza de Fernande a Montparnasse para enseñar francés. Alice y Gertrude la visitan allí.

### Gertrude Stein en París, 1903-1907
Alice cuenta que Gertrude y su hermano Leo Stein compraron cuadros de Paul Cézanne y Henri Matisse de Ambroise Vollard y su amistad. Cuenta también el verano con Gertrude en Fiesole, Italia, mientras que Picasso regresa a España. De nuevo en Francia, Gertrude se pelea con Guillaume Apollinaire y Picasso discute con Matisse.

### Gertrude Stein antes de venir a París
Gertrude Stein nació en Allegheny, Pensilvania, después se mudó a Viena, a Passy y finalmente a la ciudad de Nueva York y California. Asistió al Radcliffe College, donde William James fue su profesor. Decidió estudiar una maestría en la Universidad Johns Hopkins, pero la abandonó por aburriemiento, se mudó a Londres y como allí también se aburría, regresó a Estados Unidos y finalmente se estableció en París.

### 1907-1914
Describe la casa en Rue de Fleurus, observando el diseño de las habitaciones y el estudio. Hay historias sobre Matisse y el escritor Apollinaire, unas vacaciones en Italia y España con Gertrude hasta que finalmente, se mudan a Inglaterra en vísperas de la Primera Guerra Mundial para reunirse con el editor de Gertrude, dejando a Mildred Aldrich sola en París.

### La guerra
Gertrude y Alice comienzan esos años de guerra en Inglaterra aunque van brevemente a Francia para rescatar los escritos de Gertrude. Se trasladan a España por un tiempo y acaban regresando a Francia. Allí, son voluntarias para el Fondo Estadounidense para los Heridos Franceses, conduciendo por Francia para ayudar a los heridos y las personas sin hogar. Al final de la guerra, París ha cambiado.

### Después de la guerra, 1919-1932
Gertrude discute con T. S. Eliot ya que él encuentra inapropiado uno de sus escritos. Habla de su amistad con Sherwood Anderson y Ernest Hemingway, que ayudaron con la publicación de The Making of Americans . Se hacen amigas de unos artistas rusos, pero estos no crean ningún movimiento artístico. Más tarde, Gertrude da una conferencia en la Universidad de Oxford. Se mencionan más fiestas con artistas. Posteriormente, abrevian The Making of Americans a cuatrocientas páginas por motivos comerciales y se les ocurre la idea de escribir una autobiografía.

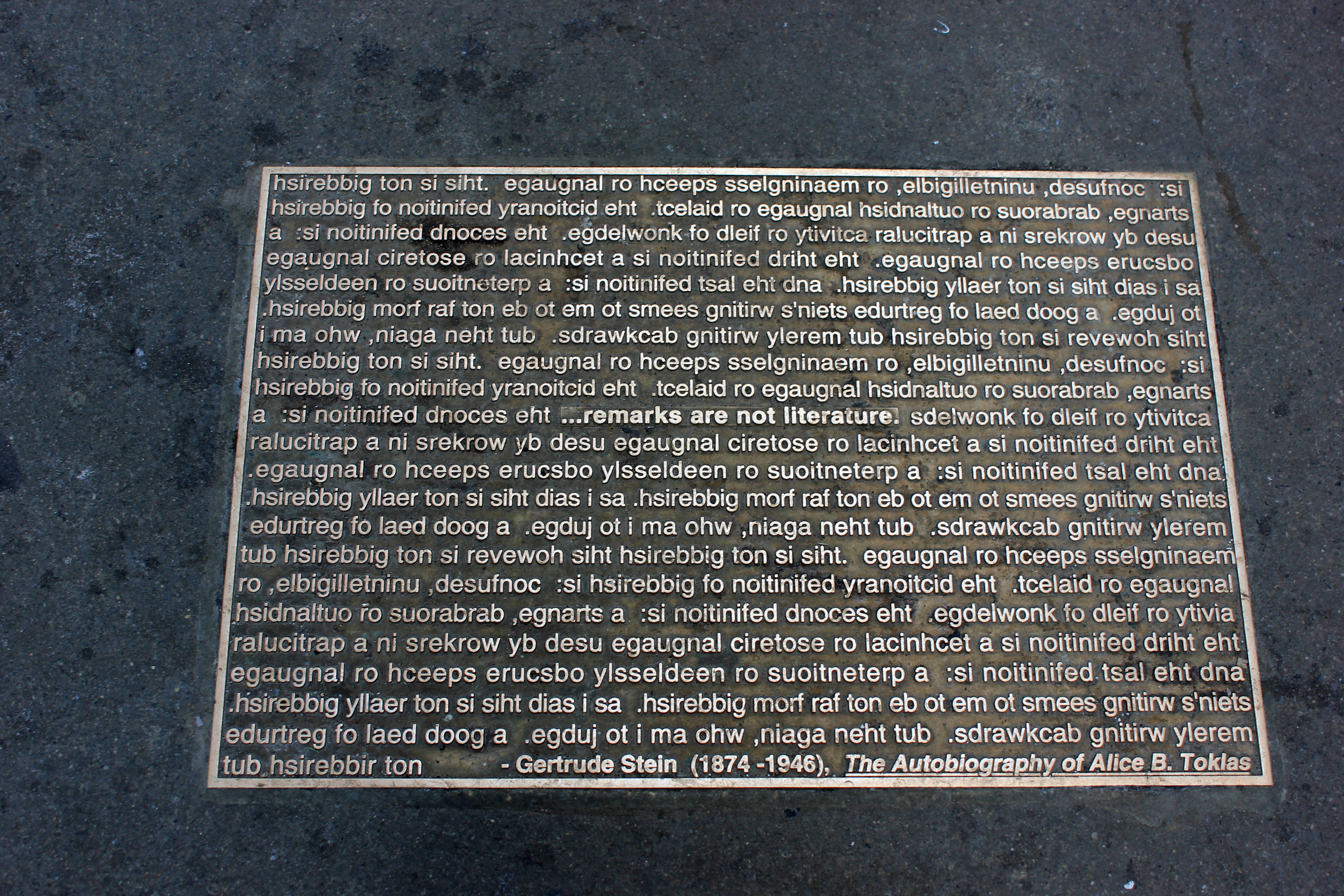
"... los comentarios no son literatura"

## Importancia literaria y crítica
Gertrude Stein admitió haber escrito la obra en seis semanas para conseguir dinero. Como no le gustó escribirla por esa razón, Alice pensó que no sería un éxito. Fue el primero de sus escritos publicados en el The Atlantic. La revista publicó el sesenta por ciento del libro, en cuatro entregas.
Entre sus amigos hubo discrepancias: a Carl Van Vechten le gustó; para Henry McBride era demasiado comercial; Ernest Hemingway lo llamó un "libro condenadamente lamentable"; Henri Matisse se sintió ofendido por las descripciones de su esposa y Georges Braque pensaba que Stein había malinterpretado el cubismo. Su hermano Leo Stein lo consideró un "fárrago de mentiras".
El éxito comercial del libro les permitió vivir con solvencia.
Según Virgil Thomson, quien escribió música para libretos de Stein, el "libro es en todos los sentidos, excepto en la autoría real, el libro de Alice Toklas; refleja su mente, su lenguaje, su visión privada de Gertrude, también sus poderes narrativos únicos. Cada historia en él se cuenta como la misma Alicia siempre la había contado... Cada historia que llegó a la casa finalmente se contó a la manera de Alice, y esta fue su versión definitiva".
Varios críticos, incluida Jeanette Winterson, han señalado que en este libro Stein creó una nueva forma literaria, basándose en la biografía ficticia Orlando de Virginia Woolf para hacer su propia reinterpretación del género autobiográfico.